# Erica Chenoweth
Erica Chenoweth (nacida el 22 de abril de 1980) es una politóloga americana, profesora de política pública en la Kennedy School de Harvard y en el Instituto Radcliffe de Estudios Avanzados. Es conocida por su investigación sobre los movimientos de resistencia civil no violenta.

## Obra
Chenoweth, junto con Maria J. Stephan (que entonces estaba en el Departamento de Estado de los Estados Unidos), escribieron el libro Why Civil Resistance Works. Chenoweth y Stephan organizaron un equipo internacional de investigadores para identificar todos los principales intentos de cambiar el gobierno a lo largo del siglo XX, tanto desde la violencia como desde la noviolencia. Los resultados dieron lugar a una teoría de la resistencia civil, así como un análisis de su porcentaje de éxito en cuanto a provocar cambios políticos (en comparación con la resistencia violenta).
El equipo comparó más de 200 revoluciones violentas y más de 100 campañas noviolentas. Sus datos muestran que el 26% de las revoluciones violentas tuvieron éxito, mientras que en el caso de las campañas noviolentas el éxito fue del 53%. Además, los datos de looking at change in democracy sugieren que la noviolencia promueve desenlaces democráticos, mientras que la violencia promueve tiranía en el desenlace.
En el conjunto de datos que se recogieron, todas las campañas que llegaron a una participación activa de al menos un 3.5% de la población tuvieron éxito (muchas tuvieron éxito con un menor porcentaje). Todas las campañas que superaron este umbral eran noviolentas; ninguna campaña violenta consiguió alcanzar el umbral.
Su investigación en resistencia civil inspiró el movimiento ecologista Rebelión o Extinción.